# Nicolas Jacques Antoine Vestier
Nicolas Jacques Antoine Vestier (Parigi, 25 maggio 1765 – Parigi, 4 aprile 1816) è stato un architetto italiano.
Era figlio del pittore Antoine Vestier e padre degli architetti Archimède Vestier e Phidias Vestier. La sorella minore, Marie Nicole, aveva sposato il miniaturista François Dumont.

## Biografia
Suo padre voleva che si dedicasse alla pittura. Fu quindi prima allievo di suo padre, poi entrò nello studio di Nicolas Guy Brenet presso l'Académie royale de peinture et de sculpture nel 1780. Cambiò direzione nel 1781 per studiare architettura. Fu ammesso alla classe di Nicolas Marie Potain nella quale rimase fino al 1790.
Non vinse alcun premio dell'Accademia e dovette far pratica negli studi di architettura di Nicolas Lenoir le Romain, forse François-Joseph Bélanger e François-Nicolas Trou detto Henry.
Al tempo della Rivoluzione risultava architetto in diverse costruzioni immobiliari:
- al n. 71 rue Caumartin ,
- ai n. 2 e 4 rue de la Chaussée-d'Antin, edificio di De Pestre, nel 1792,
- inizio della costruzione dell'edificio a rue des Colonnes, tra il 1792 e il 1794,
- al n 24 e 26 boulevard Poissonnière
- al n. 15 rue Martel.

All'epoca del Regime del Terrore, dovette rinunciare alla direzione architettonica della rue des Colonnes sebbene l'esecuzione continuò secondo i suoi piani iniziali. Questa partenza fu dovuta alla sua vicinanza troppo stretta a Jean-Baptiste Saint-Jean detto Evrard, uno degli uomini d'affari del progetto, condannato a morte dal tribunale rivoluzionario nel 1794, vale a dire al suo matrimonio nel 1793 con Marie-Françoise Ponson del Terrail de Bayard per salvarla dal tribunale rivoluzionario. All'epoca del suo matrimonio, 28 anni, aveva una fortuna di 72 000 lire che era il risultato delle sue transazioni immobiliari speculative.
Riapparvee durante il Primo Impero:
- nel 1806, realizzò un progetto teatrale per Louis-François Ribié a boulevard du Temple
- nel 1808-1809, realizzò il passaggio di Delorme, uno degli ingressi ai quali si trovava rue de Rivoli.

Nel 1806, fu nominato architetto dipartimentale dell'Eure-et-Loir dove eseguì piccoli lavori e il suo capolavoro, la chiesa Saint-Étienne di Meslay-le-Vidame costruita tra il 1810 e il 1816.
Dal 1810 fu l'architetto della casa di educazione della Legion d'onore situata sul Mont Valérien e infine sostituita da una caserma (cfr. “Storia di Suresnes”).
Morì a Parigi in rue de Bondy.